# Mézières-sur-Issoire
Mézières-sur-Issoire korábbi község Franciaország Új-Aquitania régiójában, Haute-Vienne megyében. 2016. január 1-jén Bussière-Boffy korábbi községgel egyesült és az így létrejött Val d’Issoire új község része lett.
Lakosainak száma 755 fő (2018. január 1.). Mézières-sur-Issoire Saint-Bonnet-de-Bellac községgel határos.

## Népesség
A település népességének változása:
| Lakosok száma | 1056 | 1019 | 1031 | 885  | 873  | 863  | 803  | 1113 | 777  | 755  |
|               | 1962 | 1968 | 1975 | 1990 | 1999 | 2008 | 2013 | 2016 | 2017 | 2018 |